# سلامي (الفلاحية)
سلامي (بالفارسية: سالمی) هي منطقة سكنية تقع في إيران في قسم سلامي الريفي. يقدر عدد سكانها بـ 2,173 نسمة .